# 제롬 케이건
제롬 케이건 (Jerome Kagan, 1929년 2월 25일 – 2021년 5월 10일)은 미국의 심리학자이자 하버드 대학교 심리학과 다니엘 앤 에이미 스타치 연구 교수이자 뉴잉글랜드 복잡계 연구소의 공동 교수였다. 그는 발달 심리학의 주요 개척자 중 한 사람이다.
케이건은 유아기의 특정 행동이 청소년기의 다른 특정 행동 패턴을 예측한다는 점에서 유아의 "기질"이 시간이 지남에 따라 상당히 안정적이라는 것을 보여주었다. 그는 기질에 대한 광범위한 연구를 수행했으며 감정에 대한 통찰력을 제공했다.
2001년 그는 일반 심리학 리뷰(Review of General Psychology )에서 20세기의 가장 저명한 심리학자 100인 중 한 명으로 선정되었다. 양적 및 질적으로 평가된 후 케이건은 목록에서 융 바로 위에 22번째였다.

## 전기
뉴저지주 뉴어크에서 머틀 케이건과 조셉 케이건 사이에서 태어난 제롬 케이건은 뉴저지주 라웨이에서 성장했다. 1946년에 라웨이 고등학교를 졸업한 후 그는 과학자가 되는 데 끌렸고 인간 본성에 대한 할아버지의 관심을 보존하고 싶었기 때문에 심리학을 공부하기로 결정했다. 1950년에 Rutgers University에서 학사 학위를 취득했다. 예일 대학교에서 그는 존경받는 연구원인 Frank Beach를 도왔다. 그는 하버드 대학교에서 석사 학위를 받았다. 그 후 예일 대학교에서 심리학을 공부하기 위해 입학하여 박사 학위를 받았다.
예일 대학교를 졸업한 후 그는 오하이오 주립 대학교에서 첫 교수직을 수락했다. 그로부터 6개월 후인 1955년, 그는 한국전쟁 당시 미군 병원에서 연구팀의 일원으로 모집되었다. 미 육군 병원에서 시간을 마치자 Fels Research Institute의 소장은 케이건에게 연락하여 케이건에게 국립 보건원에서 자금을 지원하는 프로젝트를 지시하도록 요청했고 그는 이를 수락했다. 그 프로젝트가 완료된 후, 그는 하버드 대학에서 받은 최초 의 인간 개발 프로그램을 만드는 데 참여하라는 제안을 수락했다. 1971년부터 1972년까지 산마르코스에서 아이들을 공부하기 위해 휴가를 낸 것을 제외하고, 그는 하버드로 이사한 후 은퇴할 때까지 교수로 머물렀다.
케이건은 1963년 미국 정신의학회가 수여하는 호프하이머상을 수상했다. 1995년에 그는 미국 심리학회 (APA)의 G. Stanley Hall Award를 수상했다.

## 연구
Fels Research Institute에서 케이건은 유아기부터 시작하여 성인기까지 이어지는 성격 특성에 대한 광범위한 연구를 수행했다.  그는 참가자의 초기 경험이 미래의 성격 재능 및 성격에 영향을 미치는지 여부를 조사했다. 케이건은 준비된 모든 종단적 정보, 특히 그들에게 시행된 지능 테스트에 대한 응답을 조사했다. 케이건이 아동기와 성인기에 수집된 자료를 검토할 때 아동기의 처음 3년은 성인기에 수집된 데이터와 거의 관련이 없음을 발견했다. Fels 연구의 결과는 1962년에 출판된 케이건의 책인 Birth to Maturity에서 논의되었다.
케이건의 다음 연구는 과테말라의 San Marcos에서 이루어졌다. 그 연구 동안 케이건은 생물학적 요인이 발달에 큰 역할을 하고 아동 발달에 더 큰 역할을 한다는 것을 발견했다. 특히 그는 이 아이들이 제한된 경험으로 인해 집에 있을 때 심리적 발달이 더디다는 것을 발견했다. 일단 아이들이 걷고 집을 나설 수 있게 되자 케이건은 발달의 심리적 지연이 일시적일 뿐임을 발견했고, 이는 인지 성장이 가단함을 시사한다.